# Camptoloma interioratum
Camptoloma interioratum är en fjärilsart som beskrevs av Kirby 1892. Camptoloma interioratum ingår i släktet Camptoloma och familjen björnspinnare. Inga underarter finns listade i Catalogue of Life.